# 横浜市立矢部小学校
横浜市立矢部小学校（よこはましりつ やべしょうがっこう）は、神奈川県横浜市戸塚区矢部町にある公立小学校。
全学級28クラス全児童698人。

## 沿革
- 1970年（昭和45年）9月1日 - 横浜市立戸塚小学校から独立開校。
- 1975年（昭和50年）3月18日 - 校歌制定。
- 2000年（平成12年） - 開校30周年記念誌「わたしたちの矢部」発行。

## アクセス
- 横浜市営地下鉄 - 踊場駅から徒歩7分。
- 戸塚駅西口バス乗り場より道祖神前下車、徒歩3分。